# Romsey
Pour les articles homonymes, voir Romsey (Australie).
Romsey est une ville d'Angleterre située dans le Hampshire.

## Géographie
La ville se trouve à 13 km au nord-ouest de Southampton et à 18 km au sud-ouest de Winchester.
Elle compte un peu moins de 20 000 habitants en 2011, pour une superficie de 4,93 km2.

## Histoire
La ville de Romsey a grandi autour de l'abbaye de Romsey fondée en 907 par Édouard l'Ancien, fils d'Alfred le Grand, et en majeure partie reconstruite de 1120 à 1230.
Lors de la Dissolution des monastères, le couvent ferme ses portes, les bâtiments sont détruits mais l'église de l'abbaye demeure et devient paroissiale.

## Jumelages
La ville est jumelée avec :
 Paimpol (France) ;
 Battenberg (Eder) (Allemagne).

## Personnalités
- Martin Butler (1960-), compositeur de musique classique, né à Romsey.